# Parc de Passy
Ne doit pas être confondu avec Square de Passy.
Pour les articles homonymes, voir Passy.
Le parc de Passy est un jardin public situé dans le 16e arrondissement de Paris.

## Situation et accès
D'une superficie de 1,3 ha, ce parc est en pente et descend la colline de Passy jusqu'au bord de la Seine. Sa structure principale est une grande allée d'arches fleuries, avec au centre une pelouse. Le jardin des haies et le jardin des fougères agrémentent l'ensemble. Il dispose d'une aire de jeux de 200 m2 pour les enfants.
Cet espace vert est labellisé pour sa gestion écologique.
De forme quadrangulaire, le site est accessible par ses quatre côtés : 32, avenue du Président-Kennedy, avenue René-Boylesve, avenue Marcel-Proust et rue d'Ankara.
Il est desservi par la ligne 6 à la station Passy et par la ligne C du RER à la gare de l'avenue du Président-Kennedy.

## Historique

### Les Eaux de Passy

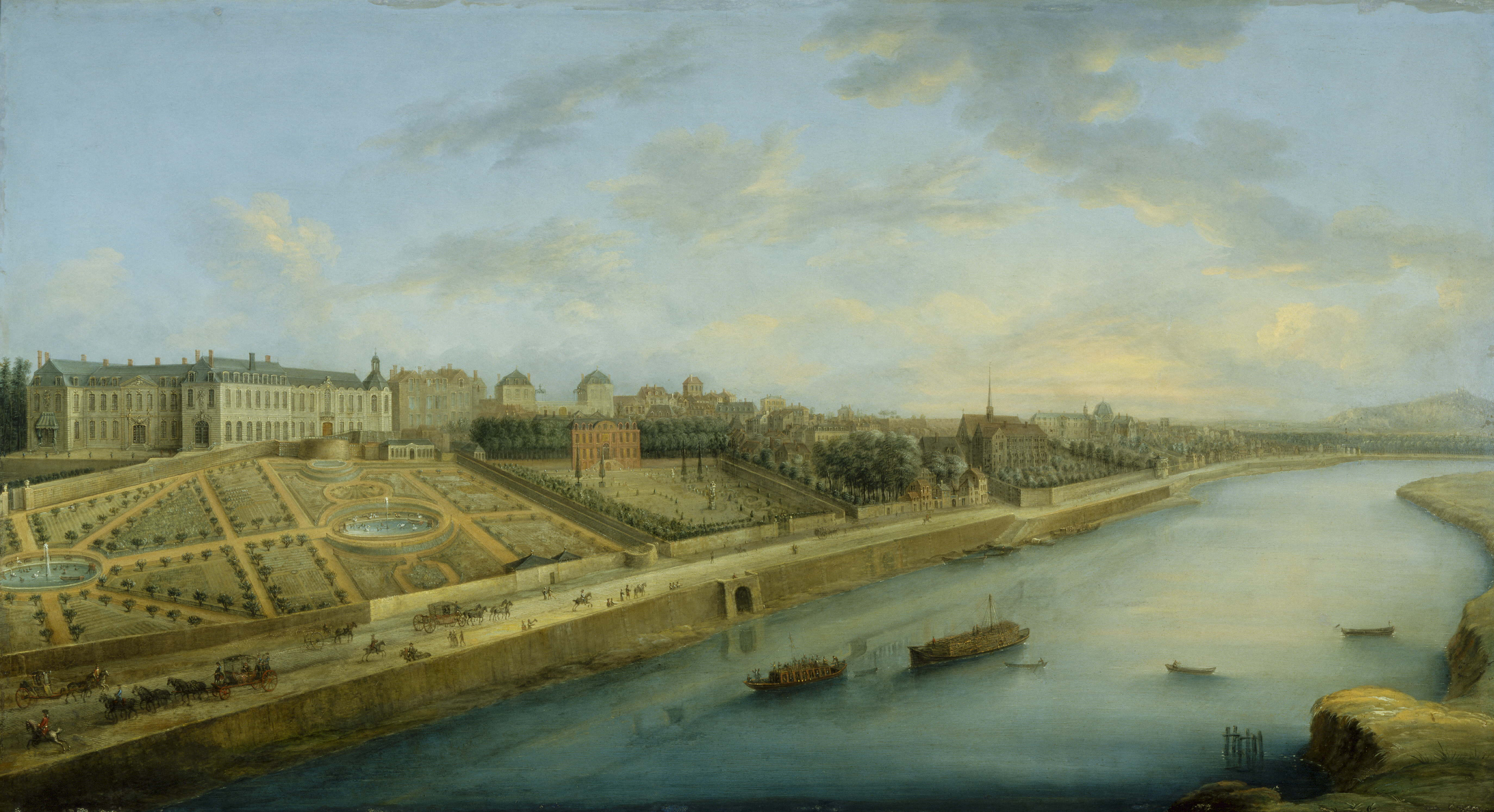
Passy en 1743.

Aux XVIIe – XVIIIe siècles, Passy est un village où l'on exploite le vin et les carrières de pierre. Le long de la Seine se trouve une route qui relie Paris à Versailles. Sur les hauteurs, le long de la rue Basse, actuelle rue Raynouard, de riches personnalités se font construire des villégiatures avec jardins (château de Boulainvilliers, hôtel de Valentinois...). Le terrain de l'actuel parc de Passy se trouve entre ces deux voies (orientation ouest-est) et entre le couvent des Minimes et le domaine de Lamballe (orientation nord-sud).
Sur le site se développe une activité de thermalisme. Vers 1657, lors de l'ouverture du passage des Eaux, une source est découverte. Une décennie plus tard, un rapport de l'Académie des sciences établit ses propriétés curatives. En 1720, l'abbé Le Ragois découvre d'autres sources à proximité et crée un établissement thermal. Plusieurs bâtiments sont aménagés pour les résidents (salles de jeux, de bal, etc.). Les Eaux de Passy rencontrent le succès parmi les bourgeois parisiens et les aristocrates. Jean-Jacques Rousseau y écrit Le Devin du village. Après l'abbé, sa nièce Madame de Pouilly dirige les Eaux de Passy, puis M. Belamy, puis Louis-Guillaume Le Veillard, ami de Benjamin Franklin.

### Propriété Delessert
L'industriel Benjamin Delessert devient propriétaire des lieux en 1801. Au nord-est, il crée une raffinerie de sucre de betterave et relance une filature de coton initiée par Liévin Bauwens en 1794. Il se fait aussi construire un hôtel particulier de style néo-classique. Ses frères François et Gabriel commandent leurs propres hôtels, contigus. L'ensemble immobilier, qui domine le parc, s'étend du 19 au 27, rue Basse, actuelle rue Raynouard. Benjamin Delessert aménage en 1822 un pont suspendu piéton de 52 mètres reliant son hôtel à son usine, enjambant pour cela le passage des Eaux. Il fait aussi construire dans le parc un chalet suisse, en lien avec ses origines familiales.

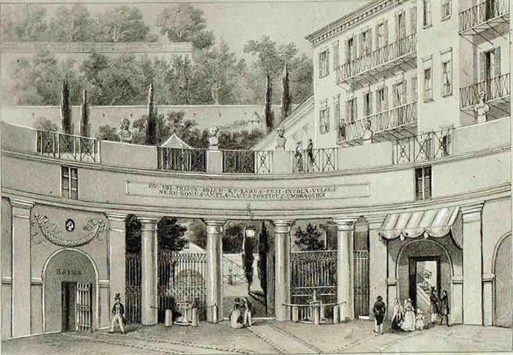
Les thermes de Passy au XIXe siècle.
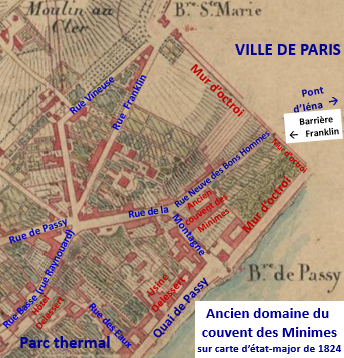
Plan de 1824 (en bas à gauche).
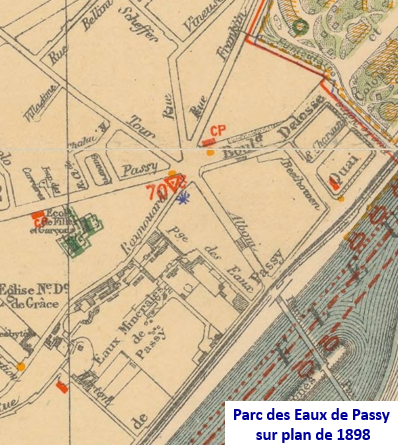
Plan de 1898 (en bas à gauche).

À la fin du XIXe siècle, l'héritière Delessert, la baronne Madeleine Bartholdi, rend l'établissement thermal gratuit ; il finit néanmoins par fermer. Le parc est dès lors connu sous le nom de « parc Delessert ».

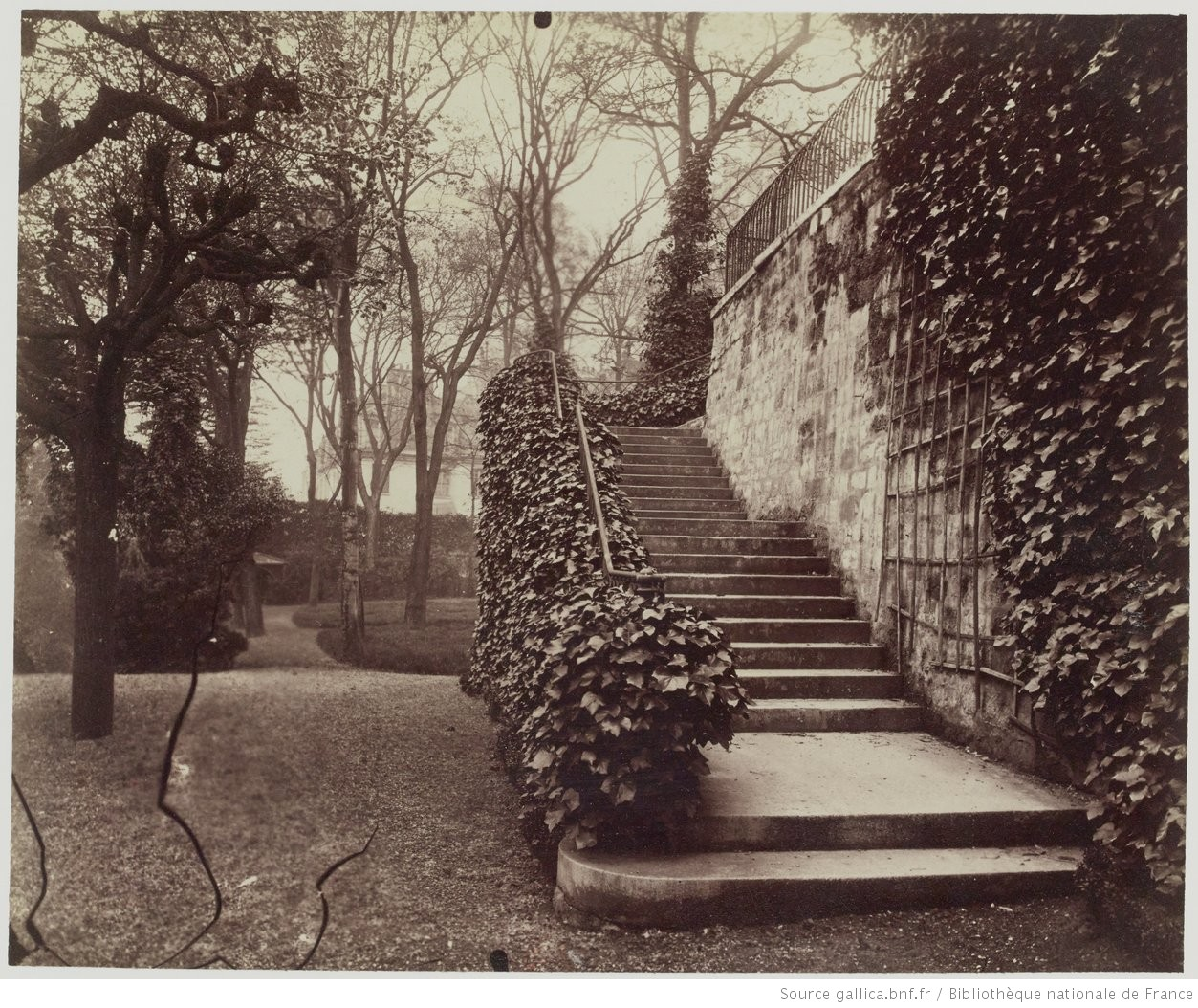
Parc Delessert vers 1910.
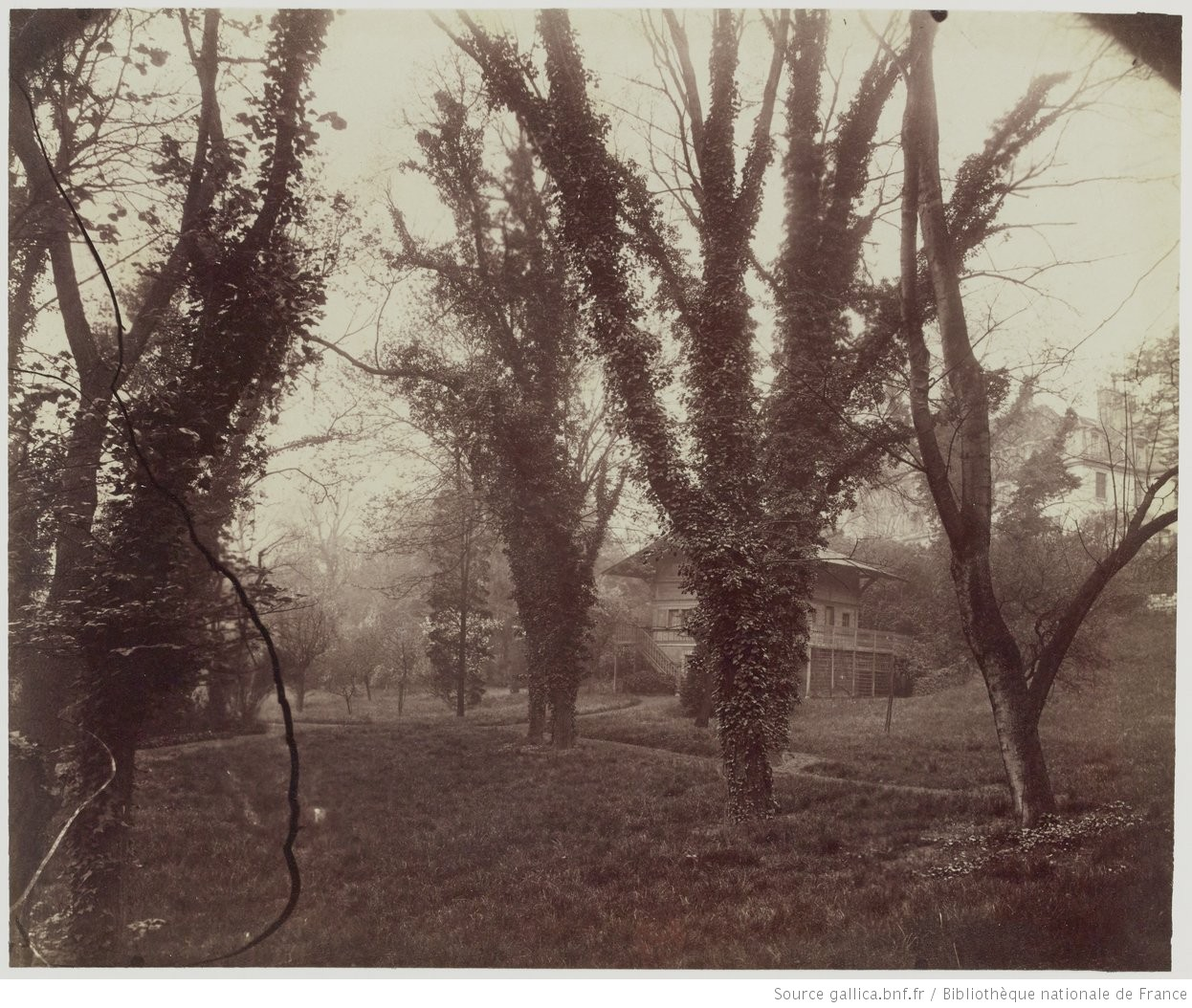
Parc vers 1910.
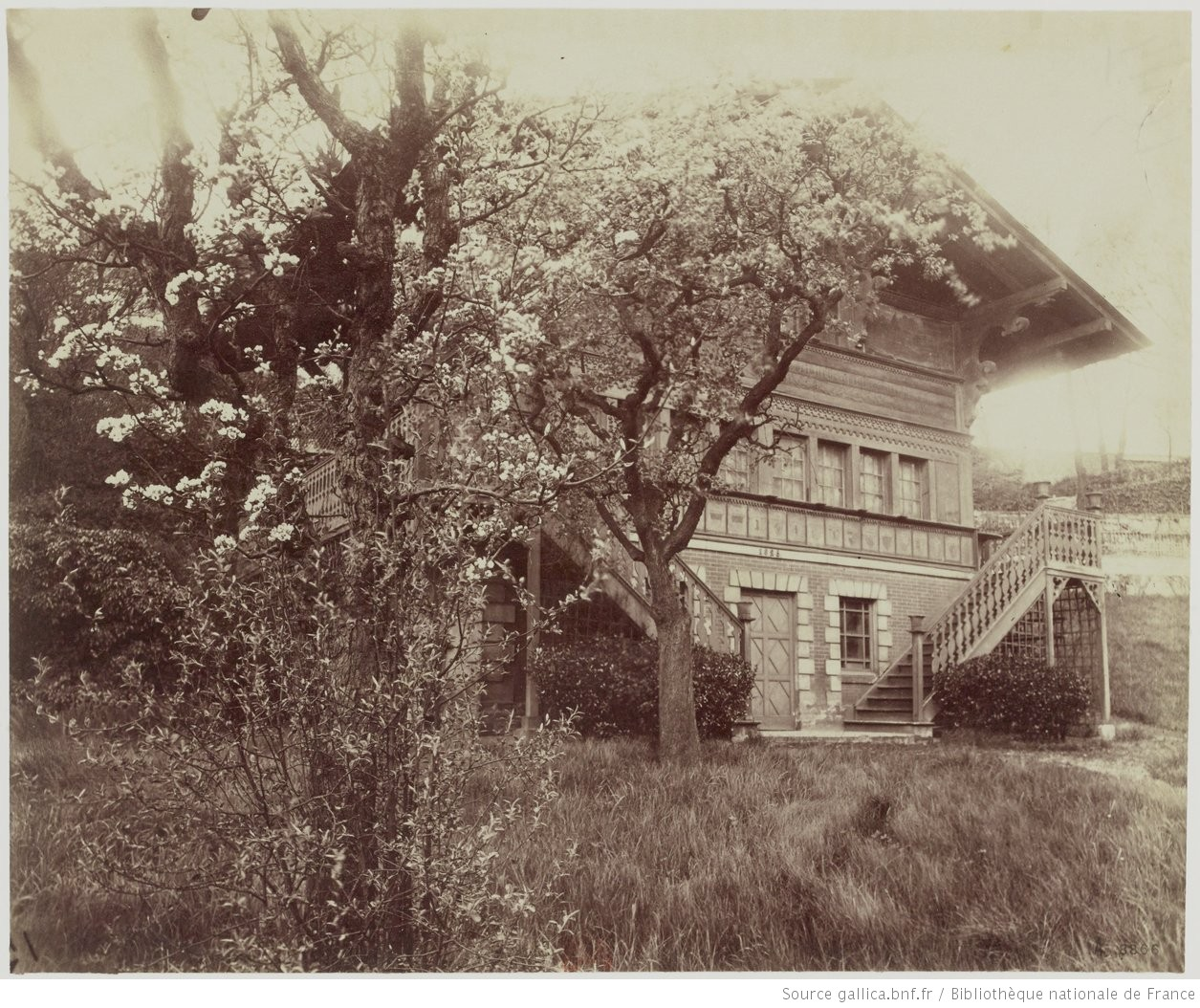
Chalet construit par Benjamin Delessert.

### XXesiècle

Vue du site (en haut à droite) dans les années 1930.

Au nord du parc, après la fermeture de l'usine, le site est progressivement loti. Entre 1917 et 1919, l'hôtel Delessert sert de quartier général à l'état-major des troupes américaines engagées dans la Première Guerre mondiale. Il est détruit en 1920. Des immeubles sont construits le long de la rue Raynouard et du quai. Le parc, qui donne sur la Seine, subsiste.
Dans les années 1950 y sont installés des préfabriqués pour accueillir les locaux du ministère de la Reconstruction. En 1977, le Plan d'occupation des sols de Paris confirme que le parc de Passy a une vocation d'espace vert. Entre 1988 et 1990, ce qui est devenu le ministère de l'Équipement déménage à la Grande Arche de la Défense,. 
Avant la fin de la démolition des bâtiments existants, le site sert au tournage des scènes du film de Bertrand Tavernier L 627 (1992), censées se dérouler au siège du service de police que le film met en scène, dans des Algeco qui lui servent de bureaux.
Le terrain devait initialement redevenir un parc mais il est finalement convenu de procéder à une opération immobilière sur son pourtour. Il est alors vendu à la société Fougerolles et débutent des contentieux juridiques avec les riverains. En 1993, le Conseil d'État valide le lancement des travaux mais des mouvements de terrain ont lieu, suspendant le chantier, à l'aide d'un référé. Ils reprennent par la suite. 

### XXIesiècle
Le parc, réaménagé et loti sur ses bords, ouvre en 2004.

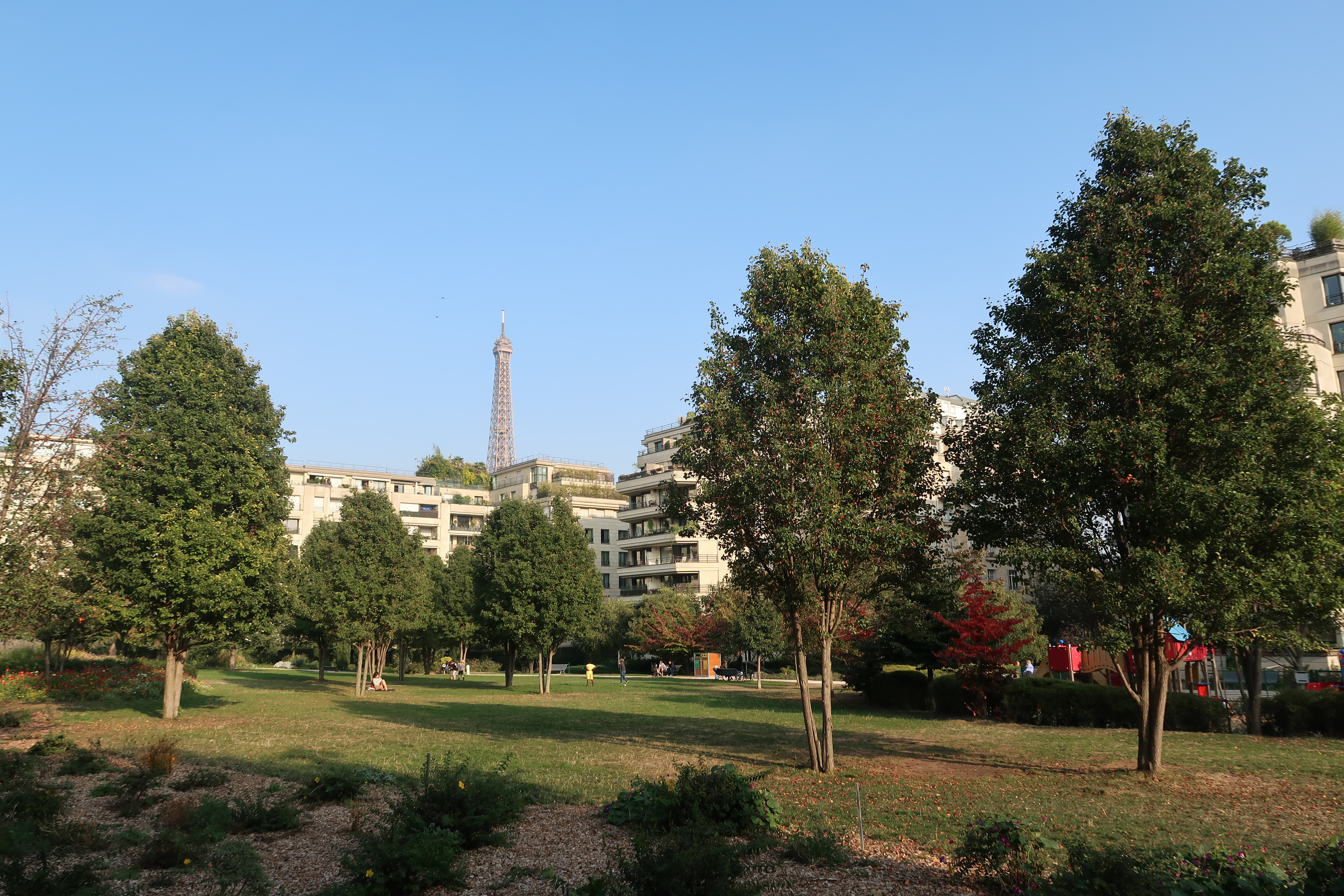
Le sommet de la tour Eiffel vue du parc.
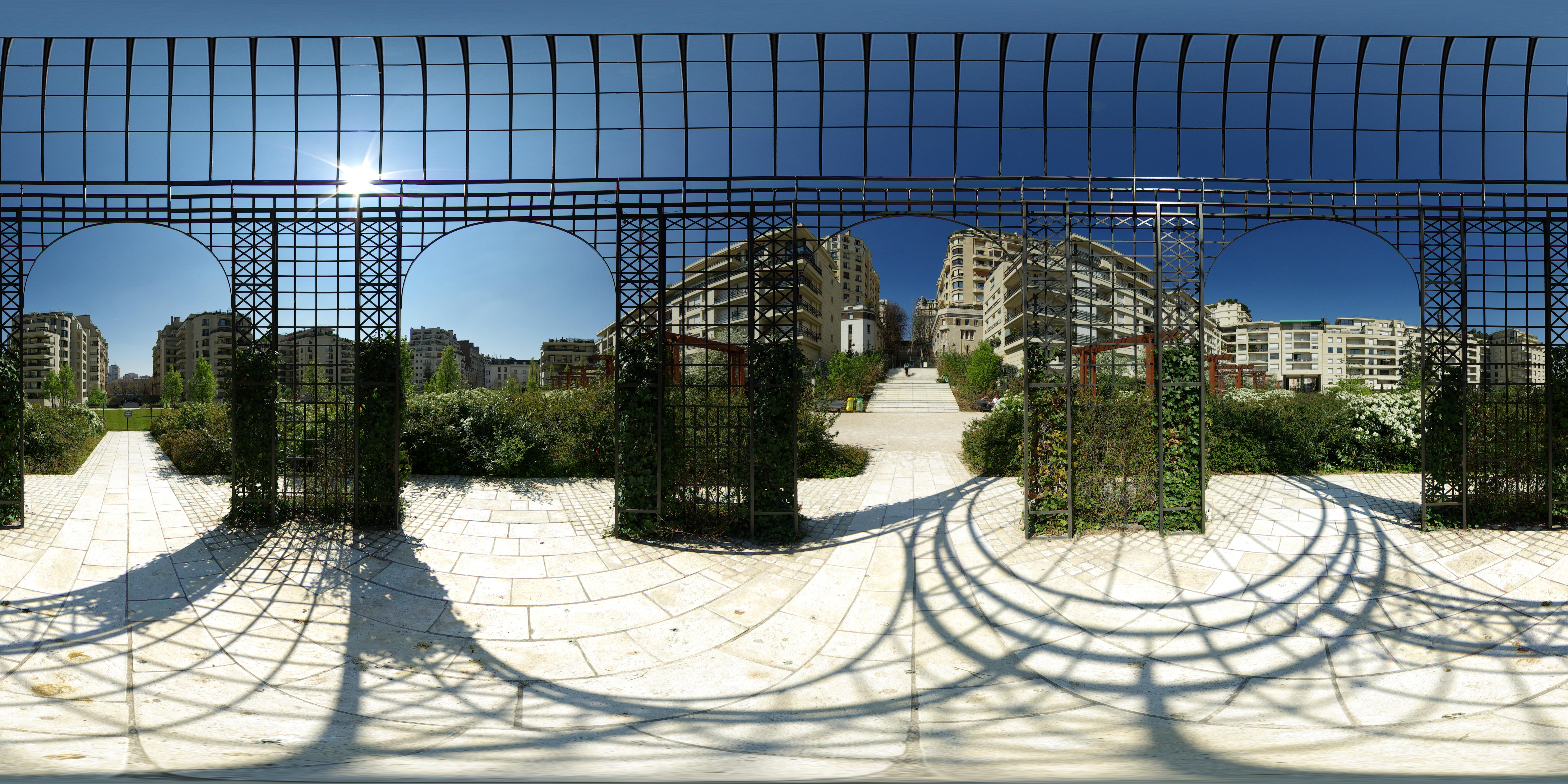
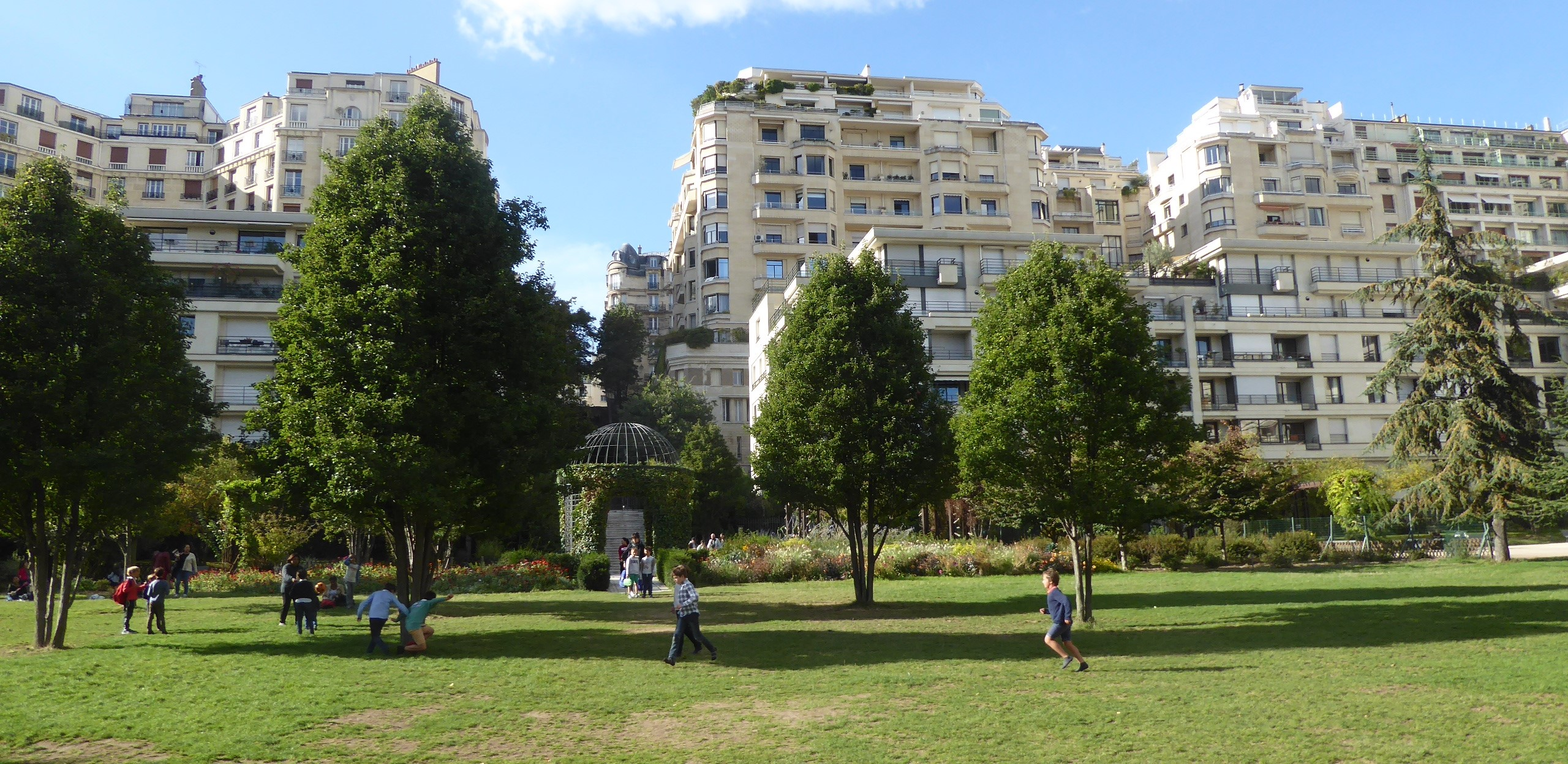
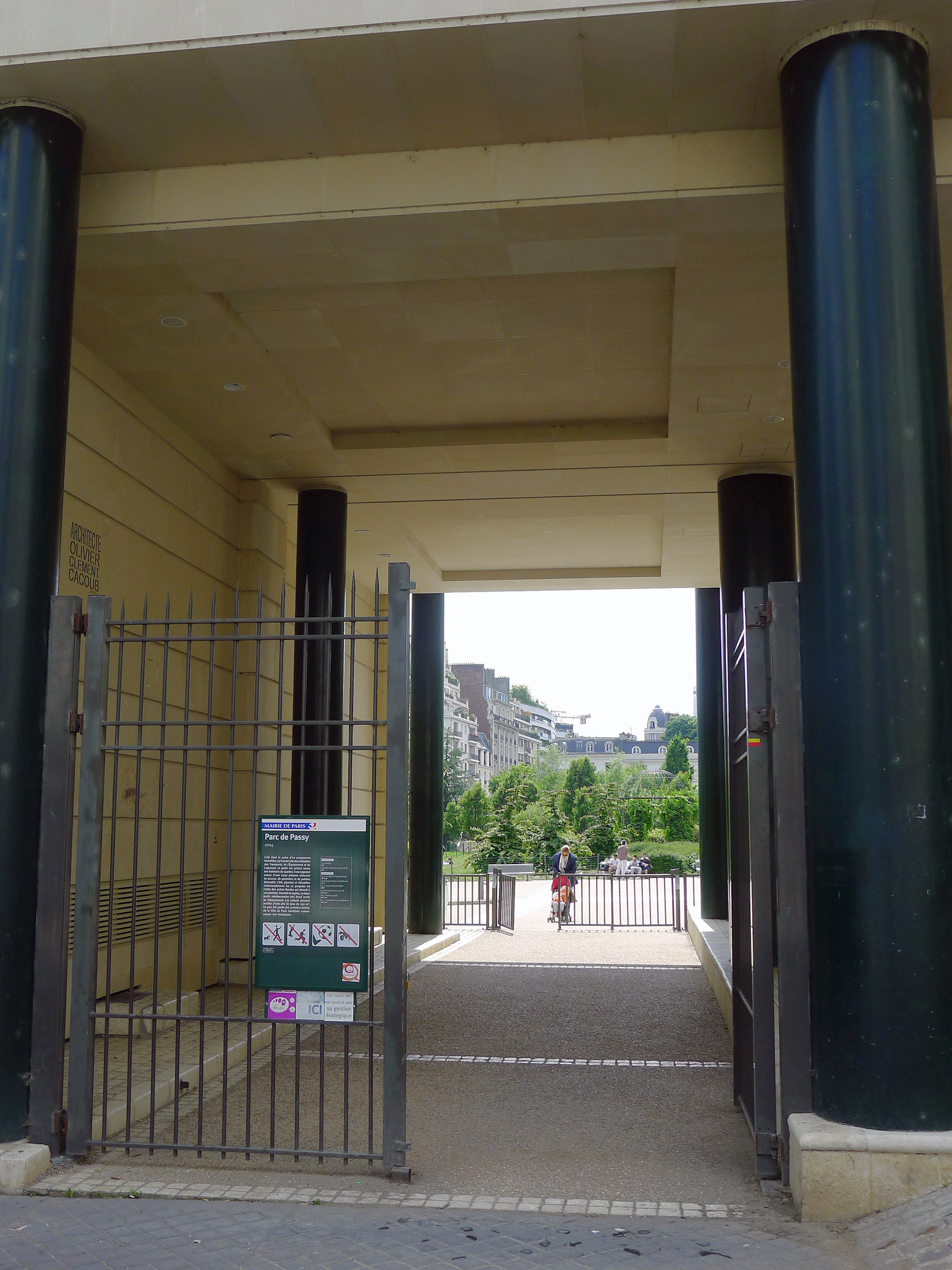

Le 2 décembre 2023, à 21 h 31, le terroriste auteur de l'attentat du pont de Bir-Hakeim est interpellé au niveau de l'entrée sud du parc. Trois minutes auparavant, il avait déjà été repéré par des policiers au niveau de son entrée est,. 